# Aranyas-Medgyesi Sámuel
Aranyas-Medgyesi Sámuel (Medjesi Sámuel) (18. század) jegyző.
Hetényen volt jegyző. Noha nem volt a papi rend tagja, egyetlen nyomtatásban is megjelent munkája egy imádságoskönyv, amelyben a reggel és este a templomban elmondandó imák és könyörgések vannak:
Igazságnak áldozatja, melylyel az örökkévaló Istennek dicsőséges felségét szenteli, természeti tökéletességeit tiszteli… idvezítő munkáit hálá-adással dicséri… Győr, 1737. (2. kiadása: Kolozsvár, 1745. A. M. S. H. N. jegyekkel. 3. kiadás. Uo. 1747.